# Hydrablabes periops
Hydrablabes periops là một loài rắn trong họ Rắn nước. Loài này được Günther mô tả khoa học đầu tiên năm 1872.